# John Malone
John Carl Malone (ur. 7 marca 1941 w Milford) – amerykański przedsiębiorca, właściciel ziemski oraz filantrop. W latach 1973 do 1996 był dyrektorem generalnym (ang. Chief Executive Officer) Tele-Communications Inc. (TCI), jednego z największych przedsiębiorstw z branży kablowej i medialnej. Malone jest obecnie prezesem i największym udziałowcem z prawem głosu w Liberty Media, Liberty Global i Qurate Retail Group (wcześniej znanej jako Liberty Interactive), a także właścicielem 7% udziałów w Lionsgate i Starz Inc.Był tymczasowym dyrektorem generalnym Liberty Media, dopóki nie zastąpił go były dyrektor finansowy Microsoftu i Oracle, Greg Maffei. Według większości szacunków, Malone jest największym prywatnym właścicielem ziemi w Stanach Zjednoczonych, posiadającym aż 2,2 miliona akrów (3,437 mil kwadratowych), ponad dwa razy więcej niż Rhode Island, najmniejszy pod względem powierzchni stan.

## Życiorys
Karierę biznesową rozpoczął w 1963 roku w Bell Telephone Laboratories, centrum badawczym AT&T. W 1968 roku zaczął prace w McKinsey, a w 1970 roku został wiceprezesem grupy w General Instrument Corporation. Później był prezesem Jerrold Electronics, spółki zależnej od General Instruments. W latach od 1973 do 1996, John Malone pełnił funkcję prezesa i dyrektora generalnego Tele-Communications Inc (TCI) .
W kontaktach biznesowych Malone został nazwany „Darth Vader”, przydomek ten rzekomo nadał mu Al Gore, gdy Malone był szefem TCI.